# These-antithese-synthese
Het schema these-antithese-synthese (letterlijk stelling-tegenstelling-samenstelling) is een type argumentatie dat begint met twee ogenschijnlijk tegengestelde proposities, respectievelijk de these en de antithese. De tegenstelling wordt opgeheven in een nieuwe propositie: de synthese. Het schema is opgesteld door de Duitse filosoof Johann Gottlieb Fichte, maar wordt onterecht ook als samenvatting van de dialectische redeneertrant van Georg Wilhelm Friedrich Hegel en Karl Marx gebruikt.
In een ruimere betekenis kan het schema beschouwd worden als een van ontwikkeling. Synthese is dan de fase in de ontwikkeling waarin de tegenstellingen tussen de these-fase en de antithese-fase opgeheven worden.

## Formele beschrijving
De drie-eenheid van these, antithese, synthese wordt vaak als volgt beschreven
- De these is een propositie, een uitspraak.
- De antithese is de negatie van de these als een reactie op de daarin naar voren geschoven propositie.
- De synthese lost het conflict op tussen these en antithese door de gezamenlijke waarheden in beide te verzoenen.

De synthese op zichzelf vormt een propositie. Deze kan op haar beurt bekeken worden als een these, waarop een antithese volgt, met daarna een nieuwe synthese.
Bijvoorbeeld:
- Je mag nooit liegen (these)
- Wel als je daarmee het leven redt van een onschuldig kind (antithese)
- Liegen mag niet, tenzij je er onschuldige levens mee kan redden (synthese)

## Toepassing op Hegel en Marx
De filosoof Heinrich Moritz Chalybäus gebruikte het schema ook als samenvatting van de dialectische geschiedopvatting van G.W.F. Hegel. Die gebruikte de drie termen slechts in één werk, niet om zijn eigen denken in te vatten, maar om dat van Immanuel Kant te duiden en belachelijk te maken. In Hegels beschouwing van processen is niet sprake van these-antithese-synthese, maar van abstract-negatie-concreet: in iedere historische ontwikkeling zit volgens Hegel een mogelijkheid (abstract), een proces van ontwikkeling en ervaring (negatie) en een eindpunt (concreet).
Het schema these-antithese-synthese wordt tot slot gebruikt om Karl Marx' historisch materialisme mee samen te vatten (met bijv. arbeid-kapitaal-revolutie als schema voor de klassenstrijd), maar Marx maakte er evenmin gebruik van.

## Voorbeelden
- Naar Heraclitus:[bron?]

De weg omhoog (these)
en de weg omlaag (anti-these)
is één en dezelfde (synthese)
- Naar Heraclitus:[bron?]

Ziekte (these)
maakt gezondheid (antithese)
aangenaam en goed (synthese);
hetzelfde geldt voor honger en bevrediging, en voor vermoeidheid en rust.